# Johannes Rauw
Johannes Rauw (* in Meimbressen; † 1600 in Wetter (Hessen)) war ein Kosmograph, Theologe und Komponist.

## Leben
Johannes Rauw stammt aus Meimbressen in Nordhessen. Er wirkte als evangelischer Pfarrer ab 1551 in Kirchlotheim, ab 1571 in Haina und ab 1580 bis zu seinem Tod im hessischen Wetter.

## Werke
Rauws wichtigstes und bekanntestes Werk ist seine 1597 in Frankfurt am Main erschienene Cosmographia, eine Kosmographie, die auf über tausend Folioseiten neben theologischen, astronomischen, geographischen und völkerkundlichen Informationen zahlreiche Kupferstiche von Städten und Landkarten enthält.  Hierbei griff er auf Platten des Kupferstechers Matthias Quad zurück. Rauw behandelt darin auch den Kontinent Amerika. Allerdings erlangte die Cosmographia trotz weiterer Auflagen in den Jahren 1612 und 1624 keine weite Verbreitung.
1572 erschien ein Prognosticon Astrologicvm auf das Jahr 1573.
1589 gab Rauw ein Gesangbuch (Wetterer Gesangbuch) mit von ihm gesetzten, meist vierstimmigen Melodien (Kantonal) zu Liedern Martin Luthers heraus. Neben diesen enthält es auch seltene Kirchenlieder.

## Belege
1. ↑  In der Allgemeinen Deutschen Biographie findet sich die Angabe, dass Rauws Wirken in Kirchlotheim erst 1569 begann.
2. ↑  Ausgabe der Cosmographia von 1597
3. ↑  Vgl. Weltbild - Kartenbild. Geographie und Kartographie in der Frühen Neuzeit. Hrsg. v. Elmar Mittler u. Inka Tappenbeck. Göttingen 2002. S. 32. (Als PDF, abgerufen am 3. Juni 2011)
4. ↑  Ausgabe des Prognosticon Astrologicvm von 1572

| Personendaten    | Personendaten |
| ---------------- | --- |
| NAME             | Rauw, Johannes |
| ALTERNATIVNAMEN  | Rhaw, Johann; Rhauwe, Joh.; Rhauwe, Johann; Rhauwe, Johannes; Raue, Johann; Rauwen, Johann; Rauwe, Johann; Raue, Johannes; Ravius, Johannes; Ravius, Johann; Rauwe, Johann; Rhaw, Johannes; Raw, Johannes; Rau, Johannes; Rauw, Johann; Rauwe, Johannes; Rhau, Johannes |
| KURZBESCHREIBUNG | deutscher Kosmograph, Theologe und Komponist |
| GEBURTSDATUM     | 16. Jahrhundert |
| GEBURTSORT       | Meimbressen |
| STERBEDATUM      | 1600 |
| STERBEORT        | Wetter (Hessen) |